# Liste der Einträge im National Register of Historic Places im Pulaski County (Illinois)

Lage des Pulaski County in Illinois

Die Liste der Einträge im National Register of Historic Places im Pulaski County in Illinois führt alle vier Bauwerke und historischen Stätten im Pulaski County auf, die in das National Register of Historic Places aufgenommen wurden.
| [ 2 ] | Name                                | Bild                                | Eintragsdatum        | Lage                                                            | Ort        | Beschreibung |
| ----- | ----------------------------------- | ----------------------------------- | -------------------- | --------------------------------------------------------------- | ---------- | ------------ |
| 1     | Illinois Central Railroad Depot     | Illinois Central Railroad Depot     | 1999 ID-Nr. 99000978 | Central Avenue Ecke Ullin Avenue 37° 16′ 38″ N, 89° 11′ 5″ W    | Ullin      |              |
| 2     | Mound City Civil War Naval Hospital | Mound City Civil War Naval Hospital | 1974 ID-Nr. 74002285 | Commercial Avenue Ecke Central Street 37° 5′ 4″ N, 89° 9′ 39″ W | Mound City |              |
| 3     | Mound City National Cemetery        | Mound City National Cemetery        | 1997 ID-Nr. 97001174 | Kreuzung der IL 37 mit dem US 51 37° 5′ 23″ N, 89° 10′ 41″ W    | Mound City |              |
| 4     | Olmstead Depot                      | Olmstead Depot                      | 1989 ID-Nr. 89002101 | Front Street Ecke Caledonia Avenue 37° 10′ 52″ N, 89° 5′ 20″ W  | Olmsted    |              |